# Pagar Kaya (Pajar Bulan)
Pagar Kaya is een bestuurslaag in het regentschap Lahat van de provincie Zuid-Sumatra, Indonesië. Pagar Kaya telt 492 inwoners (volkstelling 2010).